# Slavia (rivista)
Slavia è una rivista trimestrale di cultura, tribuna di dibattito sui vari aspetti della ricerca e dell'informazione e sull'evoluzione socioeconomica, politica e storico-culturale della Russia e dei Paesi est-europei, edita dall'Associazione culturale "Slavia".

## La storia
La rivista Slavia è nata nel 1992 ad opera di un gruppo di slavisti, docenti universitari, ricercatori e studiosi di varie discipline intenzionati a promuovere iniziative per approfondire la conoscenza del patrimonio culturale dei paesi di lingue slave e delle nuove realtà statuali nate dalla dissoluzione dell'Unione Sovietica.
Nel corso degli anni il panorama dei paesi di lingue slave si è ulteriormente modificato con la divisione della Cecoslovacchia in Repubblica Ceca e Slovacchia e con la graduale disgregazione della Jugoslavia, - un processo forse non ancora giunto a conclusione, - da cui sono nati finora sette nuovi Stati, sei dei quali a maggioranza slava. Tutte queste realtà nazionali, vecchie e nuove, sono al centro dell'attenzione della Redazione di Slavia. Più in generale, andando oltre i confini etnici o linguistici, rientrano nel campo di indagine di Slavia tutti i paesi che, nel tempo, abbiano comunque fatto parte di quel variegato universo che costituiva, secondo la terminologia sovietica, il "campo socialista" o il "campo del socialismo reale".
Slavia è annoverata tra le pubblicazioni periodiche che il Ministero per i Beni e le Attività Culturali considera "di elevato valore culturale".

## Consiglio di redazione
Claudia Scandura (direttore responsabile), Gianfranco Abenante (vicedirettore), Gabriele Mazzitelli (vicedirettore), Maria Teresa Badolati, Jolanda Bufalini, Francesca Civili, Annalisa Di Santo, Silvana Fabiano, Paola Ferretti, Lucetta Negarville, Piero Nussio.

## I quaderni di Slavia
La rivista pubblica anche I quaderni di Slavia, a carattere monografico o monotematico, senza una periodicità fissa.

## Finanziamenti
Fin dalla fondazione, la rivista esce senza sponsor e senza pubblicità. Ciò è possibile grazie al fatto che nessuno della Redazione o dei collaboratori viene retribuito, neppure con estratti o copie della rivista.